# Pacific Coliseum
O Pacific Coliseum é uma arena multiuso localizada em Vancouver, na província da Columbia Britânica, no Canadá, construído em 1968, foi a casa do time de hóquei no gelo Vancouver Canucks da NHL entre os anos de 1970 a 1995, serviu como sede dos eventos de patinação artística e de patinação de velocidade em pista curta nos Jogos Olímpicos de Inverno de 2010, em Vancouver.